# Campionati europei cadetti di scherma 1990
Il Campionati europei cadetti di scherma del 1990 ("1990 European Cadets Fencing Championships") è stato organizzato dalla Federazione internazionale della scherma e si è svolto a Gouda in Paesi Bassi dal 10 all'11 marzo.
Nel fioretto, si sono aggiudicati i titoli del campionato europei il tedesco Jan Eric Rauhaus, che ha battuto in finale il tedesco Fabio Cedrone, e la tedesca Simone Contadino che ha avuto la meglio sull'italiana Valentina Vezzali.
Nella spada l'italiano Christian Porisini ha battuto in finale il magiaro Gabor Totola, ottenendo il titolo europeo cadetti maschile, mentre tra le donne l'italiana Elisabetta Castrucci Cotichini ha superato la tedesca Claudia Bokel.
Nella sciabola il polacco Dariusz Gilman prevale sul tedesco Eero Lehmann.

## Podi

### Uomini
| Specialità  | Oro                | Argento       | Bronzo              |
| Individuali |                    |               |                     |
| Fioretto    | Jan Eric Rauhaus   | Fabio Cedrone | Christian Von Lepel |
| Spada       | Christian Porisini | Gabor Totola  | Alexander Rüdinger  |
| Sciabola    | Dariusz Gilman     | Eero Lehmann  | Borislav Iordanov   |

### Donne
| Specialità  | Oro                            | Argento           | Bronzo         |
| Individuali |                                |                   |                |
| Fioretto    | Simone Contadino               | Valentina Vezzali | Claudia Bertow |
| Spada       | Elisabetta Castrucci Cotichini | Claudia Bokel     | Karin Mayer    |

## Medagliere
| Pos.   | Nazione  | Oro | Argento | Bronzo | Totale |
| ------ | -------- | --- | ------- | ------ | ------ |
| 1      | Germania | 2   | 3       | 4      | 9      |
| 2      | Italia   | 2   | 1       | 0      | 3      |
| 3      | Polonia  | 1   | 0       | 0      | 1      |
| 4      | Ungheria | 0   | 1       | 0      | 1      |
| 5      | Bulgaria | 0   | 0       | 1      | 1      |
| Totale | Totale   | 5   | 5       | 5      | 15     |